# Катерлезский Свято-Георгиевский монастырь
Катерлезский Свято-Георгиевский общинный женский монастырь — православный монастырь в селе Войково на Керченском полуострове.
Основан в 1857 году Архиепископом Херсонским и Таврическим Иннокентием (Борисовым) в селе Катерлез (ныне село именуется Войково) на месте явления местному пастуху Святого Великомученика Георгия. В первые годы после Октябрьской революции монастырь был ликвидирован. В настоящее время обитель пытаются восстановить и заново отстроить. Первой настоятельницей восстанавливающегося монастыря стала матушка Акилина.

## История монастыря до Гражданской войны
По местной легенде, в конце восемнадцатого века на горе Святого Георгия в поселке Катерлез одному греческому пастуху несколько раз являлось видение всадника на белом коне. Однажды он пригласил поглядеть на чудо знакомых старцев, которые также стали свидетелями явления на вершине горы красивого стройного юноши и белого скакуна. Согласно преданиям, образ всадника рассеялся, стоило им подойти ближе. На вершине горы был найден камень с отпечатками человеческих стоп и копыт лошади, также, по преданию, была найдена икона Святого Великомученика Георгия. Дважды икону переносили в один из старейших храмов Крыма — Церковь Святого Иоанна Предтечи в Керчи, но она чудным образом снова оказывалась на вершине горы. Проблему решил священник храма. Он пообещал, что на этом месте будет воздвигнут монастырь, а до тех пор ежегодно в День памяти Великомученика Георгия, 23 апреля, икону надлежало крестным ходом приносить на место явления.
Архиепископ Иннокентий (Борисов), возглавивший в 1848 году Херсонскую и Таврическую епархию, однажды посетил селение вместе с керченским градоначальником князем Херхеулидзе и предложил построить на этом месте часовню в честь Святого Георгия. Строителями были выбраны почетные граждане Керчи Николай Джанбеков и Феодор Сазонов.
Война России с Англией помешала утвердиться на святой горе православной святыне. Керчь оккупировали иностранные войска и возведенную часовню использовали в военных целях, превратив в конюшню. Только после заключения мирного договора вновь встал вопрос о возрождении разоренной часовни и, по ходатайству Преосвященного Иннокентия, устроения монастыря. Проектные работы взял на себя керченский архитектор Василий Гущин.
В феврале 1857 года руководителем строительства был назначен казначей Балаклавского Георгиевского монастыря, иеромонах Михаил. К апрелю достроили церковь, а чуть позже — монашескую келью. Тогда же в монастыре стали проводить первые богослужения.

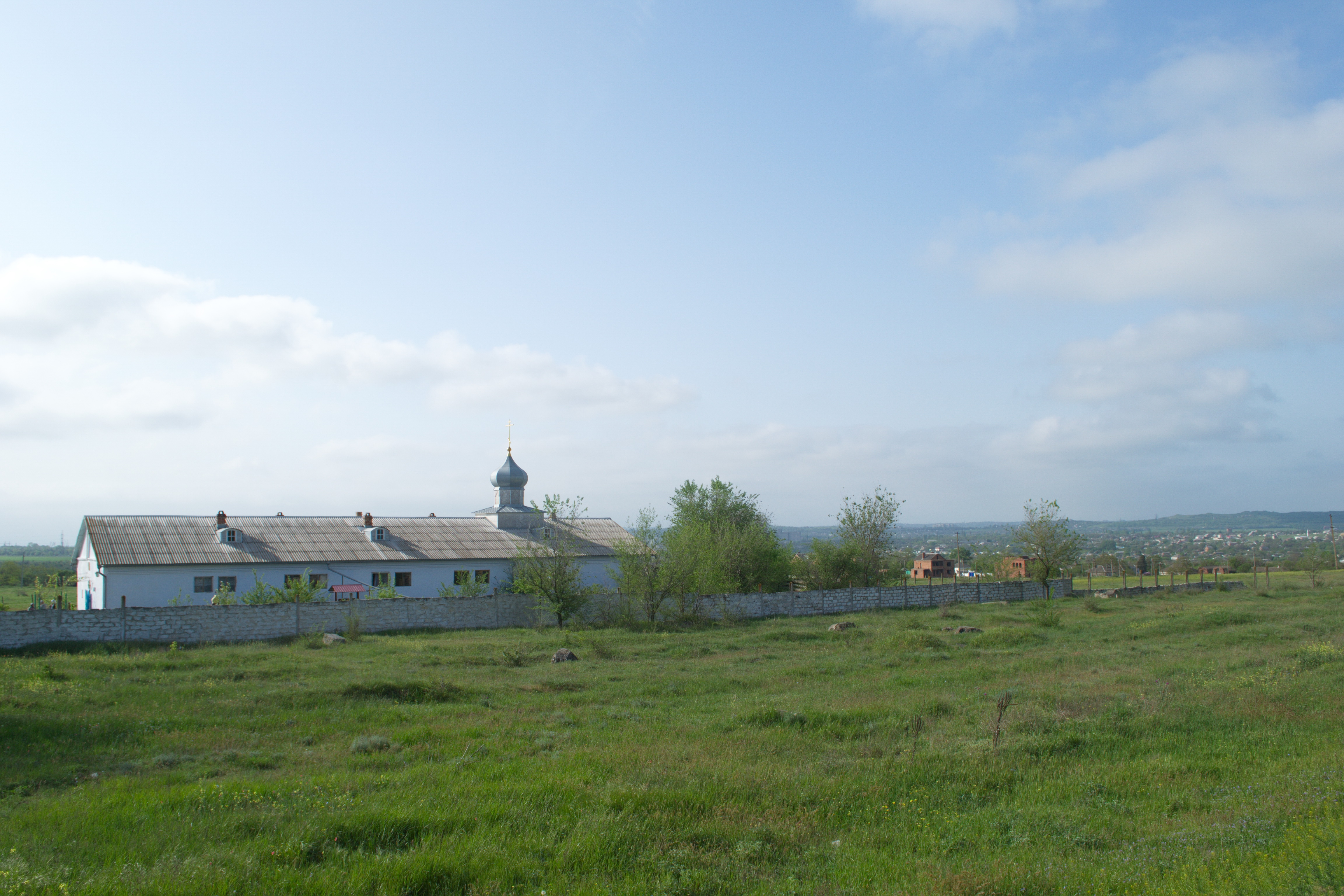
Вид на монастырь

В 1859 году керченский купец Иван Салатич возвел на территории монастыря одноэтажное каменное здание, ставшее впоследствии основным жилищем для послушников Григория Григорьева и Антония Петренко. Появились трапезная, кухня, подсобные помещения, конюшня. В течение нескольких лет число монахов обители возросло до двадцати четырёх.
В 1862 году построили колокольню, а также двухэтажный дом настоятелей.
Архимандрит Михаил прослужил в монастыре одиннадцать лет. В 1869 году его перевели в Бахчисарайский Успенский скит, а позже — в Балаклавский Георгиевский монастырь. Его сменил духовник Таврического Архиерейского дома иеромонах Петр (Амвросий Глебов), с которым связывают новое возрождение обители, завершение крупной очереди строительства и приобретение икон для церкви.
Скончался отец Петр в сане архимандрита 29 ноября 1888 года. Новым настоятелем стал иеромонах Филофей, законоучитель Киевского Лаврского пещерного двухклассного духовного училища. Новый игумен попытался устроить жизнь в монастыре на манер Киевских обителей.
При Филофее были устроены каменные ворота, рядом с главным храмом появилась церковь в честь Печерских угодников Феодосия и Антония, куда были привезены частички мощей многих Великих святых. Преемником Филофея стал отец Сергий.

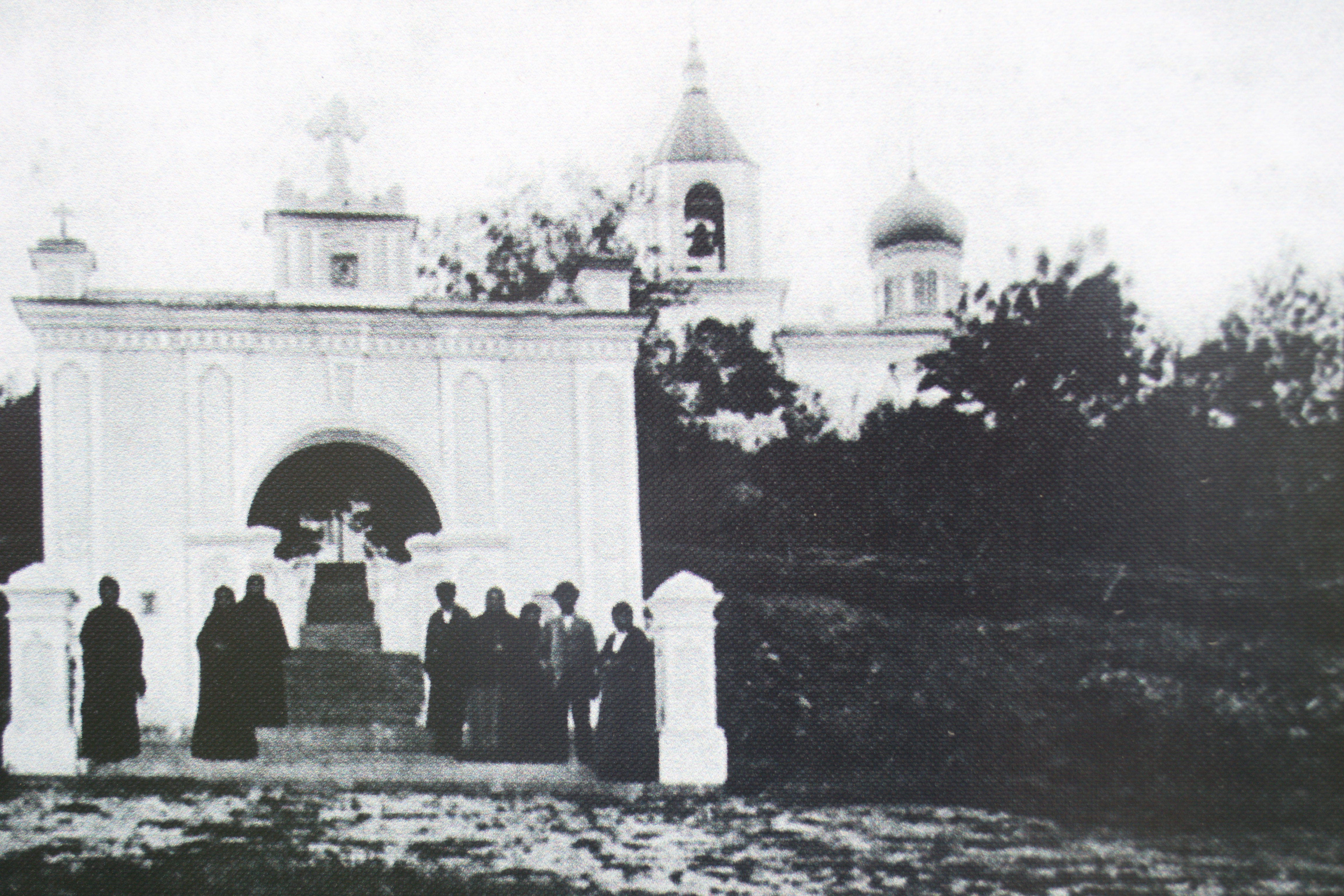
Монастырь до Октябрьской революции

В 1900 году Епископ Таврический Николай постановил монастырь сделать женским, а на его основе учредить Епархиальный «Вдовый дом». Отца Сергия сменила монахиня Московского страстного монастыря Леонида.
По одной из версий, в эти годы жизнь в монастыре претерпевала проблемы с дисциплиной.
В годы Первой мировой войны за монастырскими стенами пребывало отделение № 4 Керченского временного городского лазарета для раненых и больных солдат и офицеров Русской армии, а также школа для девочек-беженок.

## Монастырь в период Гражданской войны и становления Советского Союза

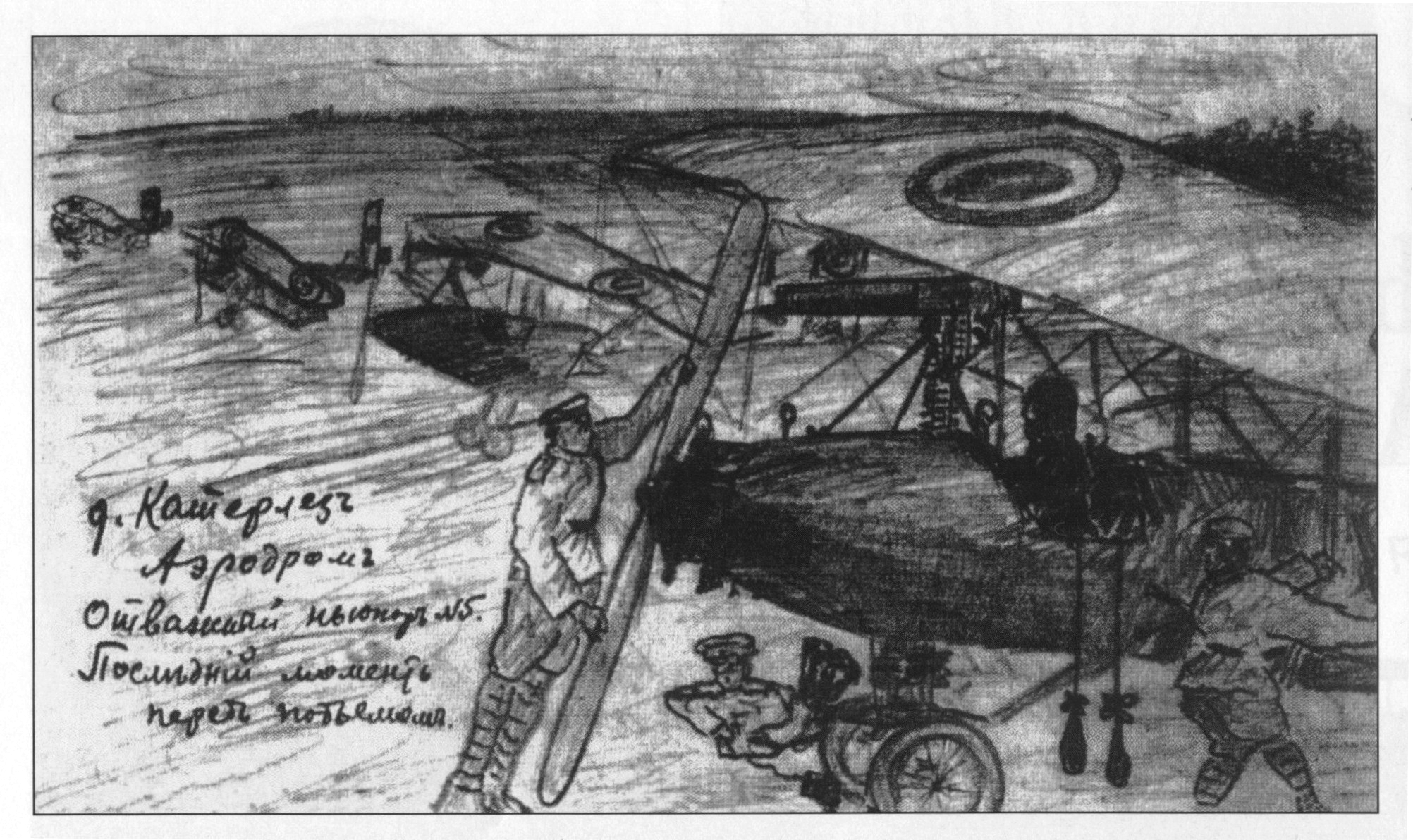
Рисунок алексеевца Бориса Павлова. Есаул Просвирин готовится к вылету на своем «Ньюпоре» с катерлезского аэродрома

В период Гражданской войны на земле монастыря обосновались летчики Русской армии генерала Врангеля. В Катерлезе базировались Первый и Третий белогвардейские авиаотряды.
20 февраля 1921 года Керченский уездный комитет постановил ликвидировать Катерлезский монастырь, а имущество передать детскому приюту, который получил монастырскую прописку. Монахиням разрешили остаться, но при непременном отказе от монашества: им разрешили работать, ухаживать за садом, виноградником. Всех женщин, кто не был готов расстаться со своим обетом, переселили в Косьмо-Дамиановский монастырь в Алуште.
В 1923 году обитель была закрыта, как действующая на территории детского заведения. Однако с закрытием Георгиевской церкви был упразднен и сам детский дом. Жители поселка неоднократно обращались в КрымЦИК с просьбой передать им храм, но безрезультатно.
К 1928 году от монастыря остались одни развалины. Камни, из которых монастырь был сложен, пошли на частное строительство, а также на постройку школы и других муниципальных учреждений. КрымЦИК на запрос Исполнительного комитета РСФСР объяснили этот разгром тем, что местное население могло разграбить закрытую церковь, а потому её пришлось разобрать. При этом уточнялось, что сделано это было по частной инициативе председателя Керченского райисполкома Лбова.
Камень со следами человеческих стоп несколько раз пытались уничтожить взрывчаткой. До сегодняшнего дня сохранился лишь фрагмент камня с одним из отпечатков.

## Восстановление монастыря
В 1991 году на горе Святого Георгия был установлен семиметровый православный крест.
В 1996 по благословению Митрополита Крымского и Симферопольского Лазаря на земле монастыря стали проводиться первые после его ликвидации богослужения. Под новую церковь и монашеские кельи были выделены два недостроенных здания колхозного ипподрома на месте существовавшей ранее обители.

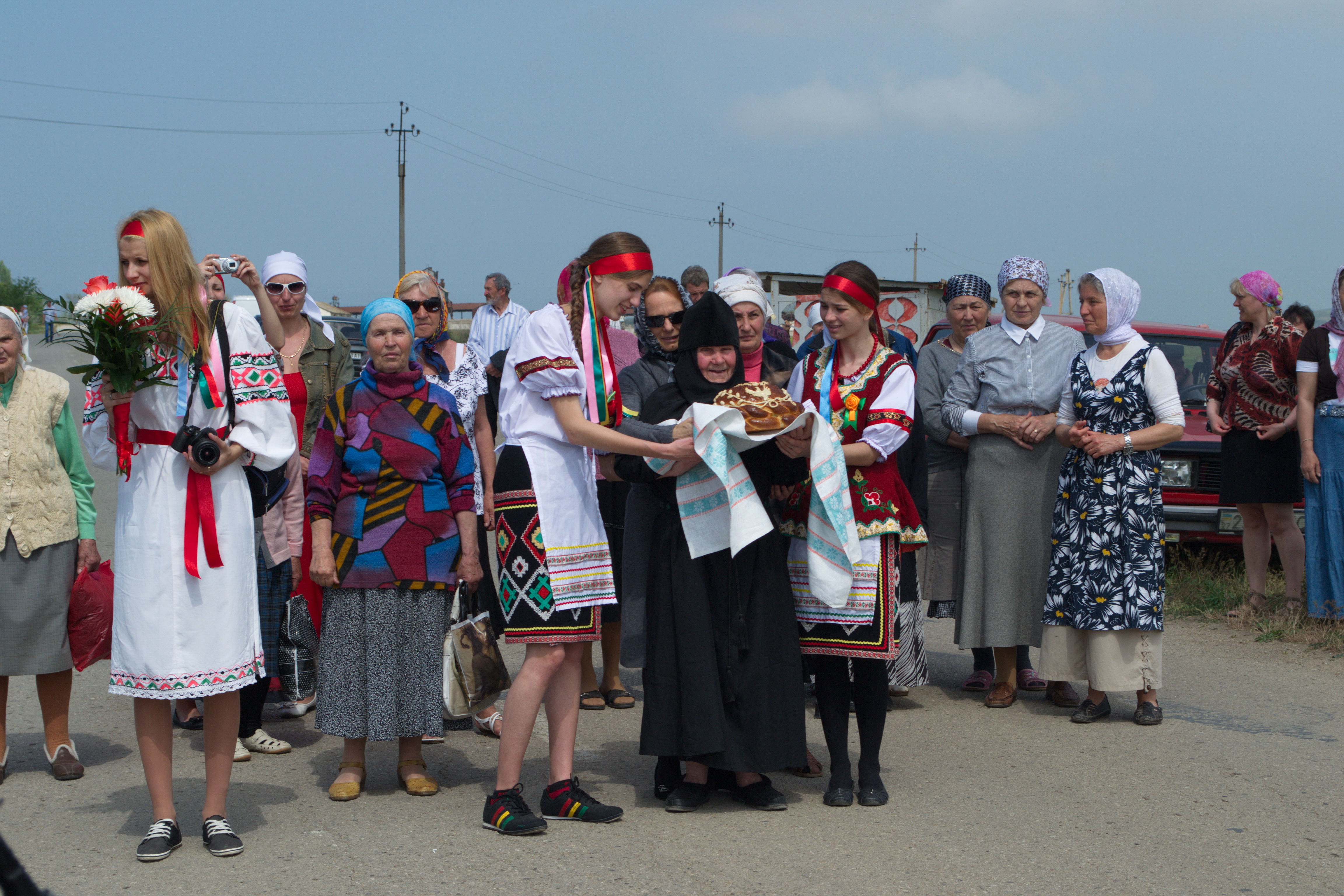
Матушка Акилина встречает крестный ход

Первой настоятельницей монастыря стала Матушка Акилина, в миру — Александра Литвиненко, участница Великой Отечественной войны.
По состоянию на июнь 2013 года в монастыре служат всего три монахини, однако местные жители оказывают большую помощь киновии, берут на себя большую часть хлопот по хозяйству и кухне.
Продолжается восстановление монастыря. В Епархии планируют построить на месте явления Святого Георгия церковь, новую монашескую келью, а также помещения для паломников, гостевой дом.

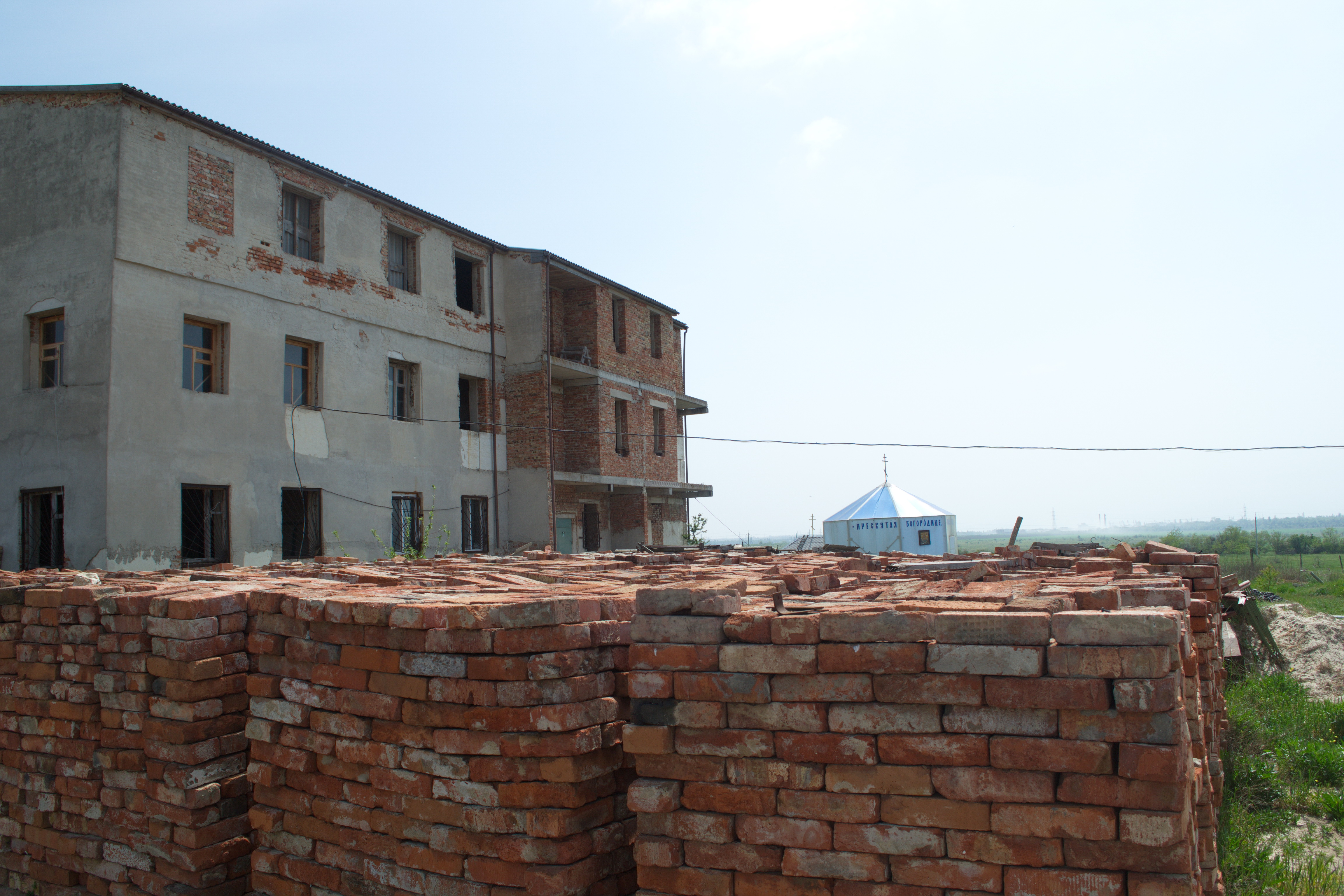
В этом здании в начале 1990 гг. жили первые строители восстанавливающегося храма

## Интересные факты
Катерлезский монастырь был первым монастырем, упраздненным революционной советской властью в Крыму.
Святая гора также почитается и местным крымскотатарским населением. Собиратель легенд Крыма Никандр Маркс писал, что в День Святого Георгия татары Козской долины под Судаком приходили на гору Ке-терлез-Оба и зажигали на вершине поминальные свечи.

## Галерея

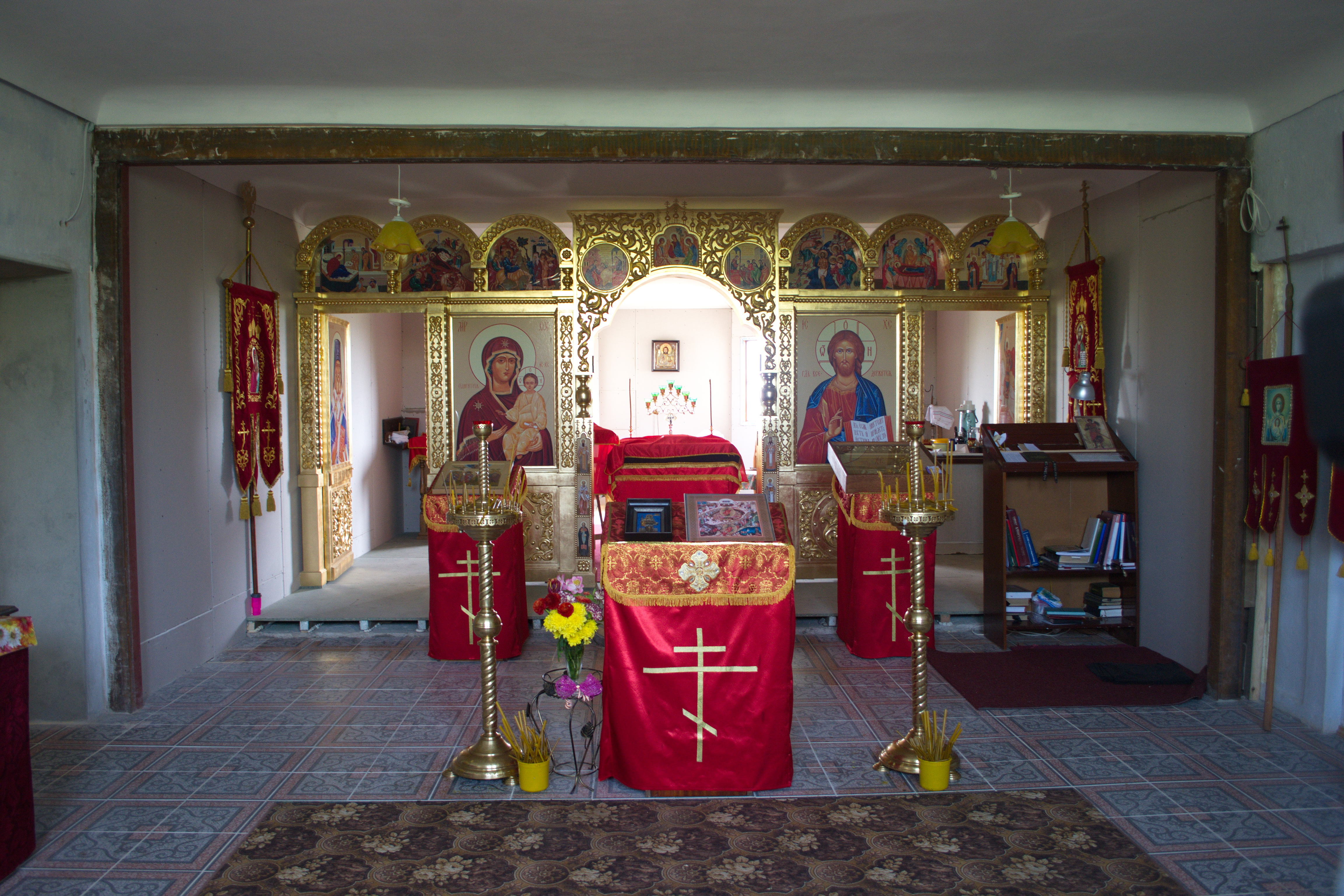
Убранство церкви монастыря
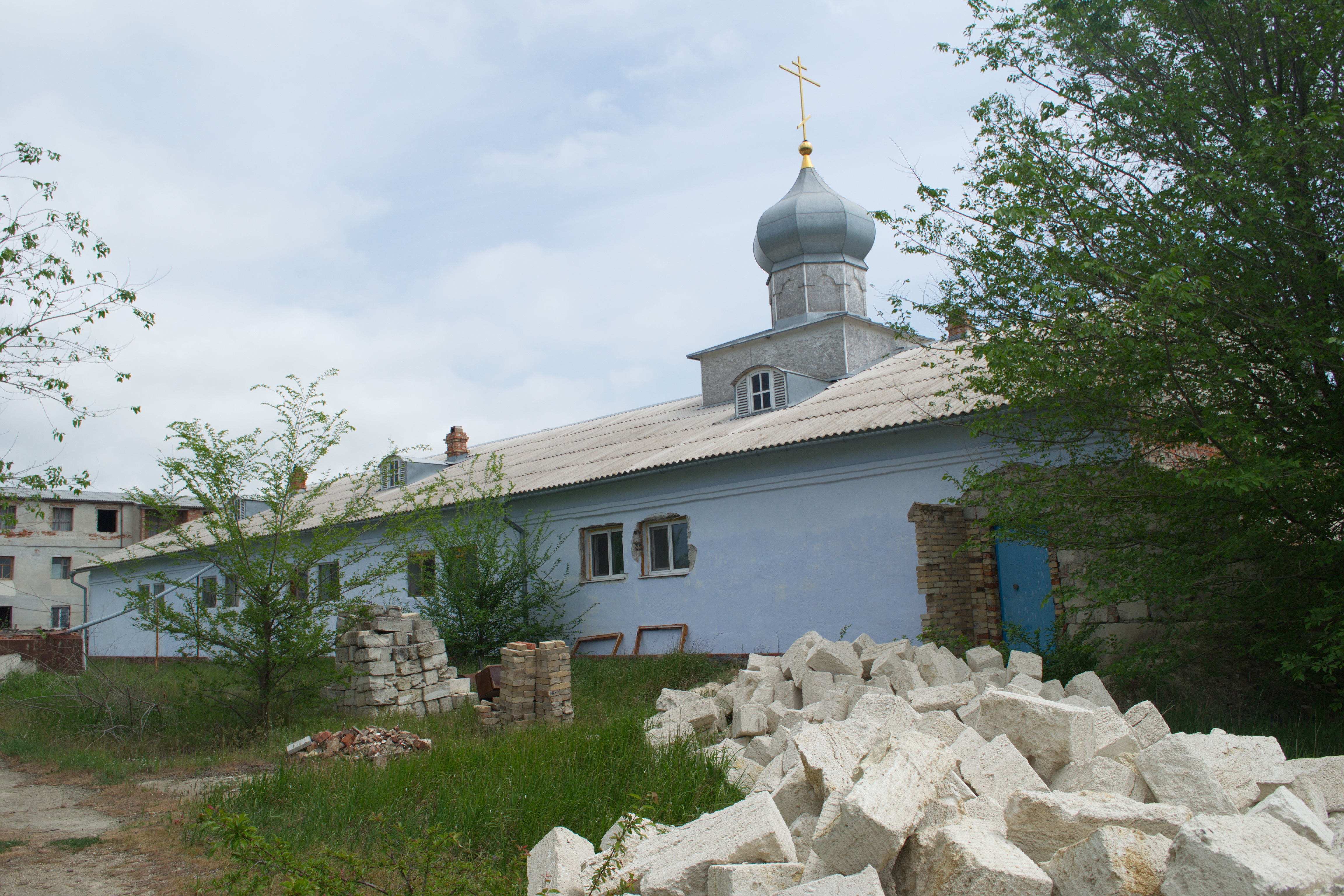
груды строительного камня перед храмом
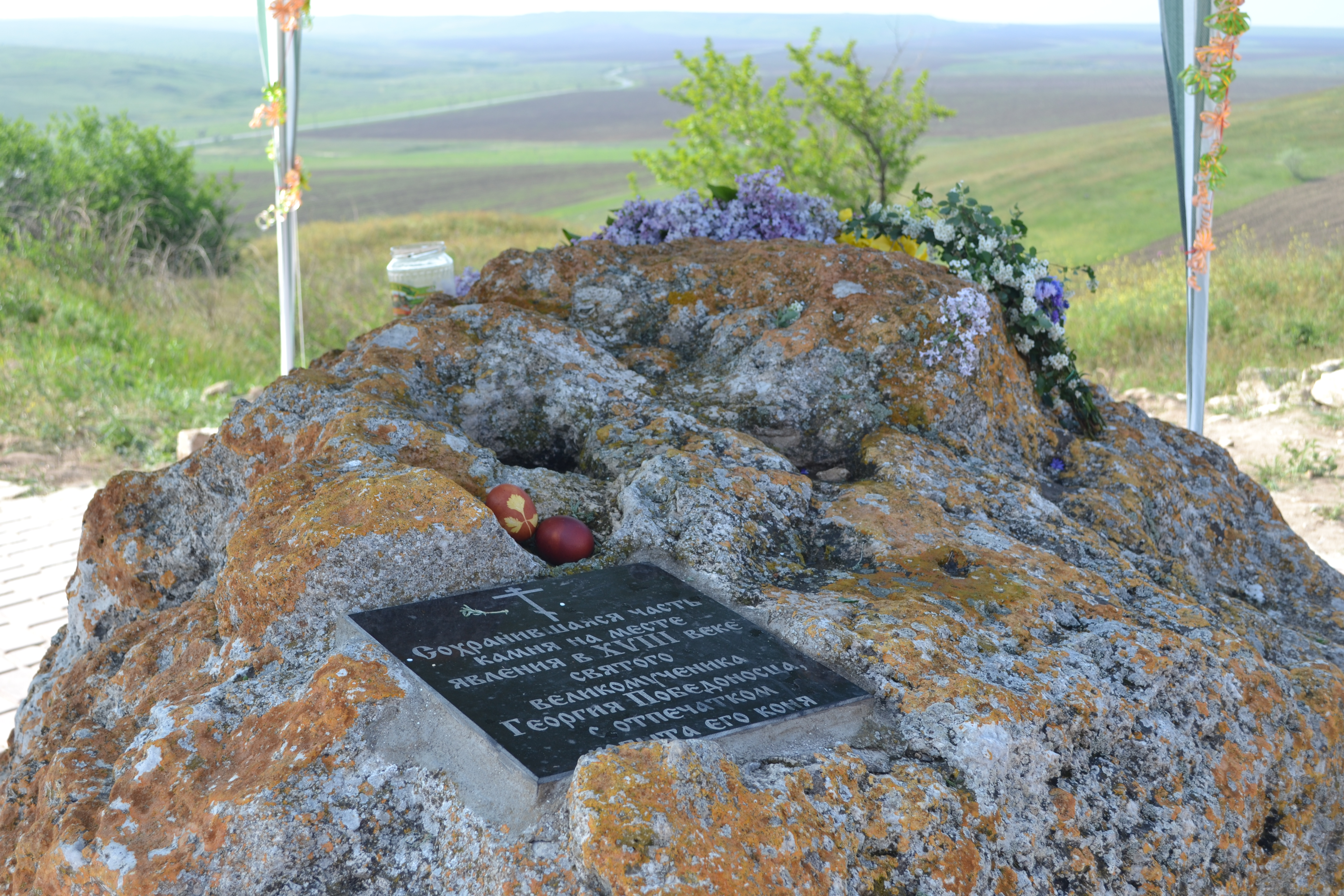
Сохранившийся фрагмент камня со следами стоп Святого Георгия и копыт его лошади
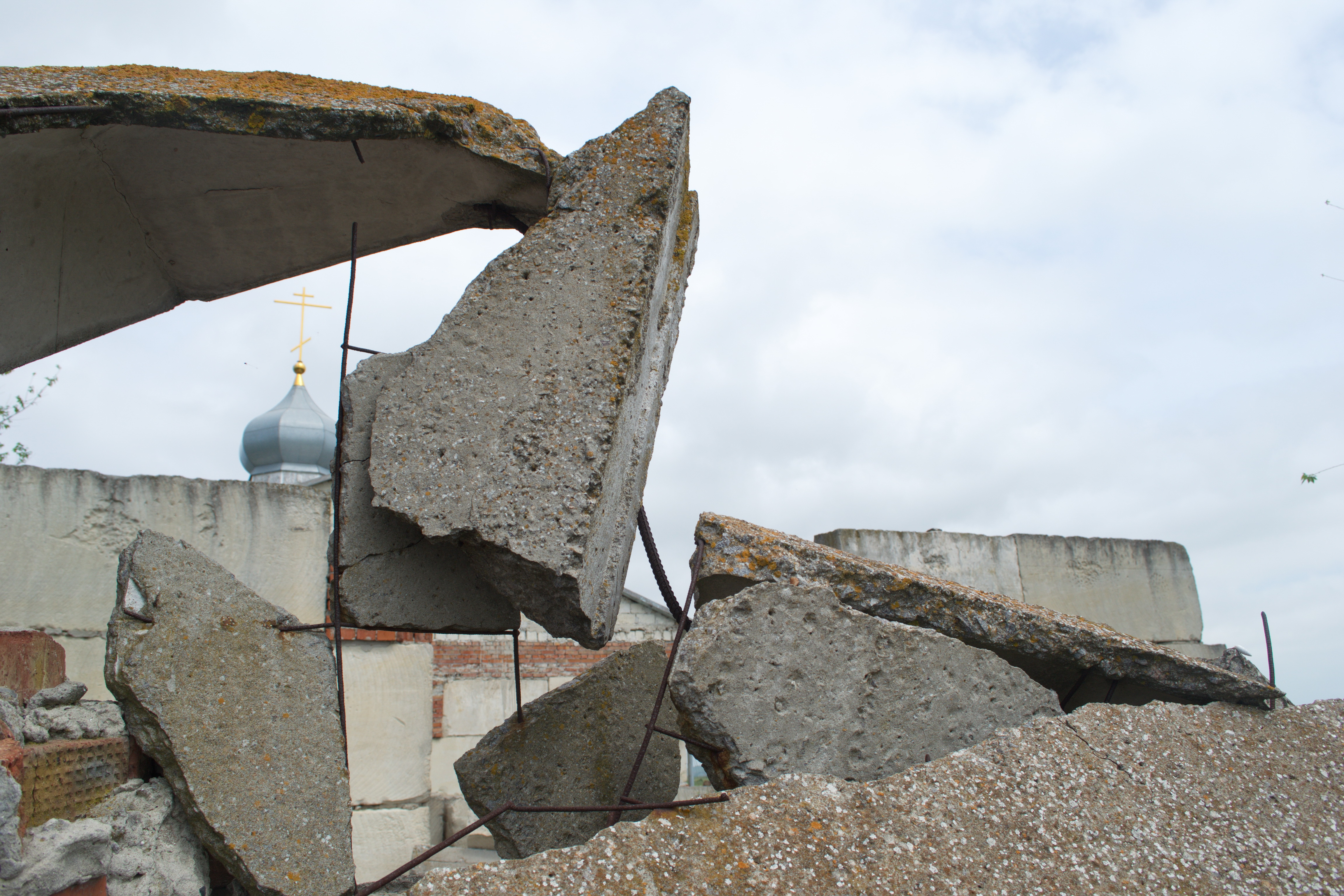
Катерлезский монастырь. Вид сбоку